# Joe Abercrombie
Joe Abercrombie (Lancaster, 31 de dezembro de 1974) é um escritor de fantasia e editor de filmes britânico. Ele é o autor da trilogia: A Primeira Lei e de outros trabalhos do gênero fantasia.
Junto de nomes como Naomi Novik, China Miéville, Justin Cronin, Michael J. Sullivan, Peter V. Brett, Brandon Sanderson e Mark Lawrence, é um dos maiores representantes, entre os jovens autores contemporâneos de sucesso, da literatura fantástica adulta.

## Biografia
Abercrombie nasceu em Lancaster, Inglaterra. Ele foi graduado na Lancaster Real Grammar School e na Universidade de Manchester, onde estudou psicologia.
Abercrombie trabalhou como produtor de TV antes de assumir a carreira de editor freelancer de filmes.
 Durante uma pausa entre os trabalhos, ele começou a escrever O Poder da Espada (The Blade Itself, no original) em 2002, concluindo em 2004. Foi publicado por Gollancz em 2006 e foi seguido por dois outros livros , Antes da Forca (Before They Are Hanged, no original) e O Duelo dos Reis (Last Argument of Kings, no original) que foram chamados de trilogia A Primeira Lei (The First Law, no original).
O primeiro volume da trilogia, O Poder da Espada, teve os direitos vendidos para 24 países e no Brasil saiu em julho de 2013 pela Editora Arqueiro. Em 2009, Abercrombie lançou o romance Best Served Cold, que passa no mesmo mundo da trilogia A Primeira Lei, mas é um romance separado ou spin-off. Ele seguiu com The Heroes (2011) e Red Country (2012), ambos novamente ambientados no mesmo mundo. Abercrombie vive em Bath, Somerset com sua esposa e três filhos.
No início de 2008 Abercrombie foi um dos contribuintes para o documentários Worlds of Fantasy para a BBC, em parceria com outros escritores como Michael Moorcock, Terry Pratchett e China Miéville.
Em 2011, Abercrombie assinou um acordo com a editora Gollancz para mais quatro livros criados no mundo de A Primeira Lei.
E em 2013 a Blind Ferret Entertainment lançou a trilogia A Primeira Lei em quadrinhos(pt-BR) ou Banda desenhada(pt-PT?), adaptado por Chuck Dixon, com arte de Andie Tong.

### A Primeira Leiː
- Trilogia A Primeira Lei (The First Law, no original)ː
  - The Blade Itself (2006) no Brasil: O Poder da Espada (Editora Arqueiro, 2013) – (nomeado em 2008 no Campbell Award)
  - Before They Are Hanged (2007) no Brasil: Antes da Forca (Editora Arqueiro, 2014)
  - Last Argument of Kings (2008) no Brasil:O Duelo dos Reis (Editora Arqueiro, 2015)
- Spin-Offs da Série (sem títulos em português)ː
  - Best Served Cold  (2009) – (Prêmio David Gemmell Legend, 2010; Vencedor do Prêmio Ravenheart, melhor capa).
  - The Heroes (2011)[5]
  - Red Country (2012)[6]

#### Contosː
- The Fool Jobs
- Yesterday, Near A Village Called Barden
- Freedom!

#### Trilogia Mar Despedaçado (Shattered Sea, no original)ː
- Half a King (2014) no Brasil: Meio Rei (Editora Arqueiro, 2016)
- Half the World (2015) no Brasil: Meio Mundo (Editora Arqueiro, 2017)
- Half a War (2015) no Brasil: Meia Guerra (Editora Arqueiro, 2018)

### Entrevistas
- New Interview with Joe Abercrombie conduzida por Pat's Fantasy Hotlist, em Abril de 2011
- Humorous interview with Joe Ambercrombie at SF Signal, conduzida por Lucien E. G. Spelman, em 19 Junho de 2009
- Article written by Joe Abercrombie, por SFcrowsnest, 1 de Março de 2008